# Літні Олімпійські ігри 1968
Літні Олімпійські ігри 1968 або XIX Літні Олімпійські ігри — міжнародне спортивне змагання, яке проходило під егідою Міжнародного олімпійського комітету у місті Мехико, Мексика, з 12 жовтня по 27 жовтня 1968 року.

## Визначні події
Олімпійські ігри на висоті 2240 метрів над рівнем моря були важкими для адаптації, особливо для тих спортсменів, які змагалися у видах спорту, що вимагають витривалості. Розріджене повітря на висоті вважається причиною багатьох визначних результатів у стрибках, спринтерських дисциплінах і метаннях.
- На церемонії нагородження призерів забігу на 200 метрів американські легкоатлети: золотий медаліст Томмі Сміт та бронзовий призер Джон Карлос підняли вгору кулаки в чорних рукавичках як символ «чорної сили». Австралієць Пітер Норман, срібний призер, одягнув значок борця за громадянські права на знак підтримки. Міжнародний олімпійський комітет покарав Сміта й Карлоса довічною олімпійською дискваліфікацією, а Нормана не взяли в австралійську команду на Олімпіаду 1972 року.
- Уперше спортсмени Східної та Західної Німеччини виступали окремими командами. На Олімпіадах 1956, 1960 та 1964 року вони були змушені представляти об'єднану німецьку команду.
- Американський дискобол Ел Ортер вчетверте поспіль виграв золоту медаль. Він став лише другим спортсменом і першим легкоатлетом, якому підкорилося таке досягнення.
- Американець Боб Бімон стрибнув у довжину на 8 метрів 90 сантиметрів, перевершивши попередній рекорд світу на 55 сантиметрів. Цей рекорд протримається до 1991 року.
- В потрійному стрибку світовий рекорд покращували п'ять разів, і робили це три різні стрибуни.
- Дік Фосбері виграв золоту медаль у стрибках у висоту, застосувавши нову техніку — фосбері-флоп.
- Чехословацька гімнастка Віра Чаславська виграла чотири золоті медалі.
- Вперше на іграх застосовували допінг-контроль. Була перша дискваліфікація. Шведський п'ятиборець Ганс-Ґунар Лільєнваль був дискваліфікований за вживання алкоголю — випив кілька кухлів пива перед змаганнями.

## Учасники
| - Афганістан - Алжир - Аргентина - Австралія - Австрія - Багамські Острови - Барбадос - Бельгія - Бермудські Острови - Болівія - Бразилія - Британський Гондурас - Болгарія - Бірма - Камерун - Канада - Центральноафриканська Республіка - Цейлон - Чад - Чилі - Колумбія - Конго-Кіншаса - Коста-Рика - Куба - Чехословаччина - Данія - Домініканська Республіка - Еквадор - Єгипет - Сальвадор - Ефіопія - Фіджі - Фінляндія - Франція - НДР - Західна Німеччина - Гана - Велика Британія - Греція - Гватемала - Гвінея - Гвіана - Гондурас - Гонконг - Угорщина - Ісландія - Індія - Індонезія - Іран - Ірак - Ірландія - Ізраїль - Італія - Кот-д'Івуар - Ямайка - Японія - Кенія - Південна Корея - Кувейт - Ліван - Лівія - Ліхтенштейн - Люксембург - Мадагаскар - Малайзія - Малі - Мальта - Мексика - Монако - Монголія - Марокко - Нідерланди - Нідерландські Антильські острови - Нова Зеландія - Нікарагуа - Нігер - Нігерія - Норвегія - Пакистан - Панама - Парагвай - Перу - Філіппіни - Польща - Португалія - Пуерто-Рико - Румунія - Сан-Марино - Сенегал - Сьєрра-Леоне - Сінгапур - СРСР - Іспанія - Судан - Суринам - Швеція - Швейцарія - Сирія - Республіка Китай - Танзанія - Тайланд - Тринідад і Тобаго - Туніс - Туреччина - Уганда - США - Уругвай - Венесуела - В'єтнам - Віргінські Острови - Югославія - Замбія |

## Медальний залік
Топ-10 неофіційного національного медального заліку:
| Місце | Країна          | Золото | Срібло | Бронза | Загалом |
| ----- | --------------- | ------ | ------ | ------ | ------- |
| 1     | США             | 45     | 28     | 34     | 107     |
| 2     | СРСР            | 29     | 32     | 30     | 91      |
| 3     | Японія          | 11     | 7      | 7      | 25      |
| 4     | Угорщина        | 10     | 10     | 12     | 32      |
| 5     | НДР             | 9      | 9      | 7      | 25      |
| 6     | Франція         | 7      | 3      | 5      | 15      |
| 7     | Чехословаччина  | 7      | 2      | 4      | 13      |
| 8     | ФРН             | 5      | 11     | 10     | 26      |
| 9     | Австралія       | 5      | 7      | 5      | 17      |
| 10    | Велика Британія | 5      | 5      | 3      | 13      |

### Здобутки українських спортсменів
Українські спортсмени виступали на Олімпіаді в складі збірної СРСР. Олімпійськими чемпіонами стали:
- Голубничий Володимир — легка атлетика (хода 20 км);
- Гуревич Борис — вільна боротьба (середня вага);
- Жаботинський Леонід — важка атлетика (2-га важка вага);
- Манкін Валентин — вітрильний спорт (клас «Фінн»);
- Морозов Володимир — веслування на байдарці-двійці;
- Сидяк Віктор — фехтування (шабля);
- Шапаренко Олександр — веслування на байдарці-двійці;
- В чоловічій збірній з волейболу Україну представляли 9 спортсменів: Бєляєв Володимир, Іванов Володимир, Лапинський Євген, Матушевас Василіус, Михальчук Віктор, Мондзолевський Георгій, Поярков Юрій, Сибіряков Едуард, Терещук Борис.

### Олімпійські чемпіони з інших країн
- Могамад Ґаммуді (Туніс) — біг на 5000 метрів;